# Madison Hu
Madison Hu (Longview, Texas, 2002. június 2. –) amerikai színésznő.

## Pályafutása
Texasból gyerekkorában költöztek Kaliforniába, ahol 11 éves korában színészkedni kezdett, első szerepe a Szaftos szavak (Bad Words) című filmben volt, Ling Quan-t alakította. Leginkább a Bizaardvark című tinisorozatban való szerepléséért ismerhetjük, amelyben Frankie Wong-ot játssza. Még a Bizaardvark előtt hat epizód erejéig szerepelt az Öribarik nevű időutazó-sorozatban, Marci-t formálta meg. Madison szeret jégkorcsolyázni, úszni, gitározni, zongorázni, a barátaival kikapcsolódni és szereti dédelgetni a kutyáját, Marshmallow-t.

## Filmográfia

### Film
| Év   | Magyar cím       | Eredeti cím            | Szerep         | Magyar hang  |
| ---- | ---------------- | ---------------------- | -------------- | ------------ |
| 2013 | Szaftos szavak   | Bad Words              | Ling Quan      | Jelinek Éva  |
| 2020 |                  | Remnants of the Fallen | Chelsea Nevins |              |
| 2021 | Utazás a semmibe | Voyagers               | Anda           | Györfi Laura |
| 2023 | A mumus          | The Boogeyman          | Bethany        | Nagy Blanka  |

### Televízió
| Év        | Magyar cím        | Eredeti cím             | Szerep                | Megjegyzések                               |
| --------- | ----------------- | ----------------------- | --------------------- | ------------------------------------------ |
| 2011      |                   | I Kid with Brad Garrett | önmaga                | 1 epizód                                   |
| 2014      | A Goldberg család | The Goldbergs           | Debbie                | 1 epizód                                   |
| 2014      |                   | Tosh.0                  | Katie                 | 1 epizód                                   |
| 2015–2016 | Öribarik          | Best Friends Whenever   | Marci                 | mellékszereplő magyar hangja Pekár Adrienn |
| 2015      |                   | The Kicks               | Kara                  | 1 epizód                                   |
| 2015      | Grace és Frankie  | Grace and Frankie       | Kara                  | 1 epizód                                   |
| 2016–2019 | Bizaardvark       | Bizaardvark             | Frankie               | főszereplő magyar hangja Csuha Bori        |
| 2021      | Robotcsirke       | Robot Chicken           | Stella / Kayla (hang) | 1 epizód                                   |